# تپه داشلی قیه
تپه داشلی قیه مربوط به دوره ساسانیان - سده‌های اولیه و میانی دوران‌های تاریخی پس از اسلام است و در شهرستان ماهنشان، بخش انگوران، دهستان انگوران، روستای میانج، ۲۰۰ متری غرب روستا واقع شده و این اثر در تاریخ ۲۵ آبان ۱۳۸۷ با شمارهٔ ثبت ۲۳۸۲۹ به‌عنوان یکی از آثار ملی ایران به ثبت رسیده است.